# Escombres-et-le-Chesnois
Escombres-et-le-Chesnois ist eine französische Gemeinde mit 343 Einwohnern (Stand: 1. Januar 2022) im Département Ardennes in der Région Grand Est. Die Gemeinde gehört zum Arrondissement Sedan und zum Kanton Carignan. Die Einwohner werden Heurquets genannt.

## Geografie
Escombres-et-le-Chesnois liegt etwa zwölf Kilometer östlich des Stadtzentrums von Sedan in den Argonnen an der Grenze zu Belgien. Umgeben wird Escombres-et-le-Chesnois von den Nachbargemeinden Bouillon (Belgien) im Norden, Messincourt im Osten, Sachy im Süden, Pouru-Saint-Remy im Südwesten sowie Pouru-aux-Bois im Westen und Nordwesten.

## Bevölkerungsentwicklung
| 1962                       | 1968 | 1975 | 1982 | 1990 | 1999 | 2006 | 2019 |
| -------------------------- | ---- | ---- | ---- | ---- | ---- | ---- | ---- |
| 303                        | 303  | 277  | 240  | 278  | 282  | 321  | 347  |
| Quellen: Cassini und INSEE |      |      |      |      |      |      |      |

## Sehenswürdigkeiten
- Kirche Notre-Dame
- Kapelle Saint-Joseph aus dem 19. Jahrhundert

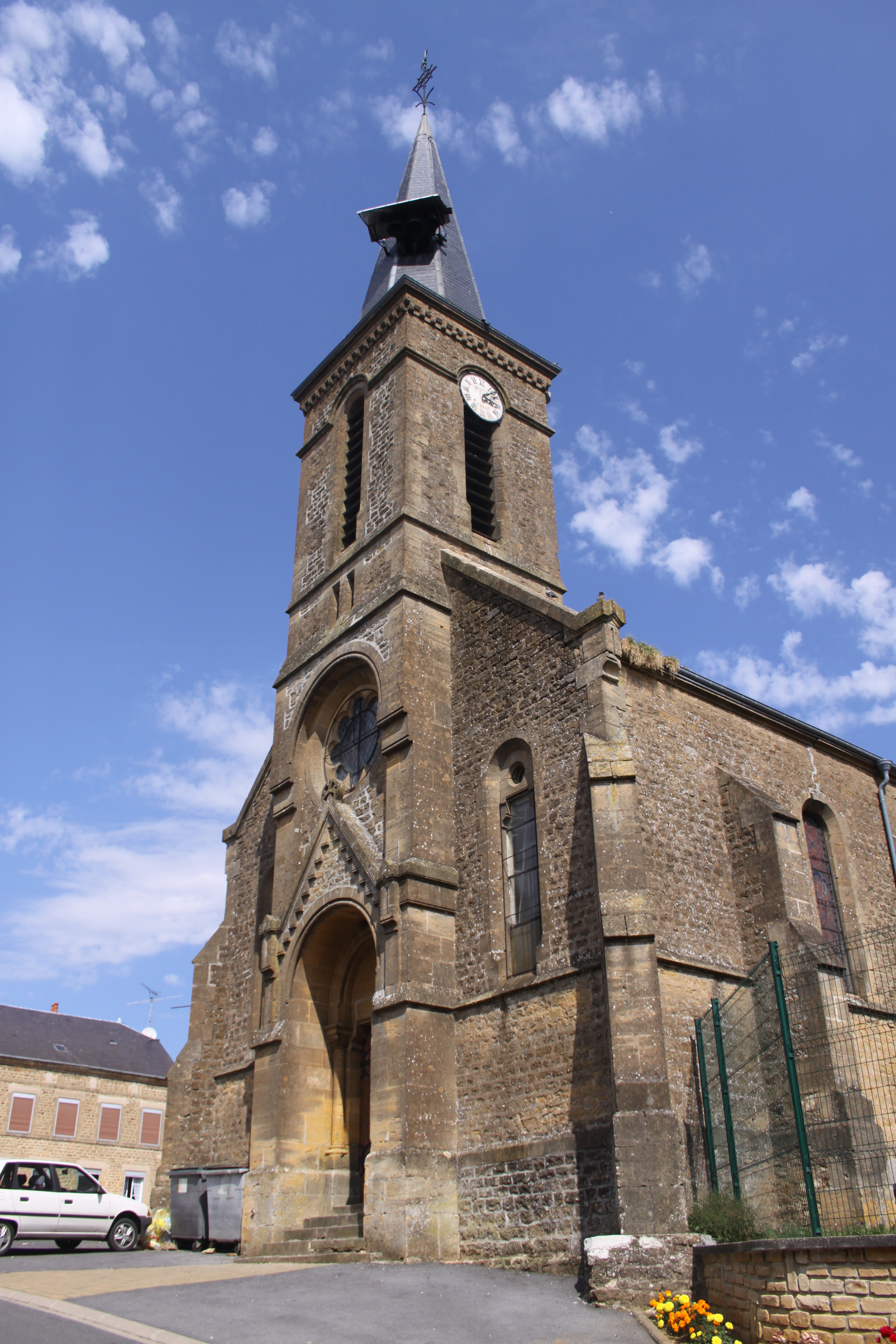
Kirche Notre-Dame

- Rathaus aus dem 19. Jahrhundert